# Chabottes
Chabottes ist eine französische Gemeinde im Département Hautes-Alpes in der Region Provence-Alpes-Côte d’Azur. Sie gehört zum Kanton Saint-Bonnet-en-Champsaur im Arrondissement Gap.

## Geografie
Chabottes befindet sich im Bereich der Seealpen und wird vom Fluss Drac passiert. Die angrenzenden Gemeinden sind Saint-Michel-de-Chaillol im Norden, Saint-Jean-Saint-Nicolas im Nordosten, Saint-Léger-les-Mélèzes im Osten, Ancelle im Süden, Forest-Saint-Julien im Südwesten und Buissard im Nordwesten. An der westlichen Gemeindegrenze verläuft das Flüsschen Ancelle.

## Bevölkerungsentwicklung
| Jahr      | 1962 | 1968 | 1975 | 1982 | 1990 | 1999 | 2008 | 2012 |
| --------- | ---- | ---- | ---- | ---- | ---- | ---- | ---- | ---- |
| Einwohner | 469  | 430  | 461  | 453  | 518  | 610  | 750  | 785  |

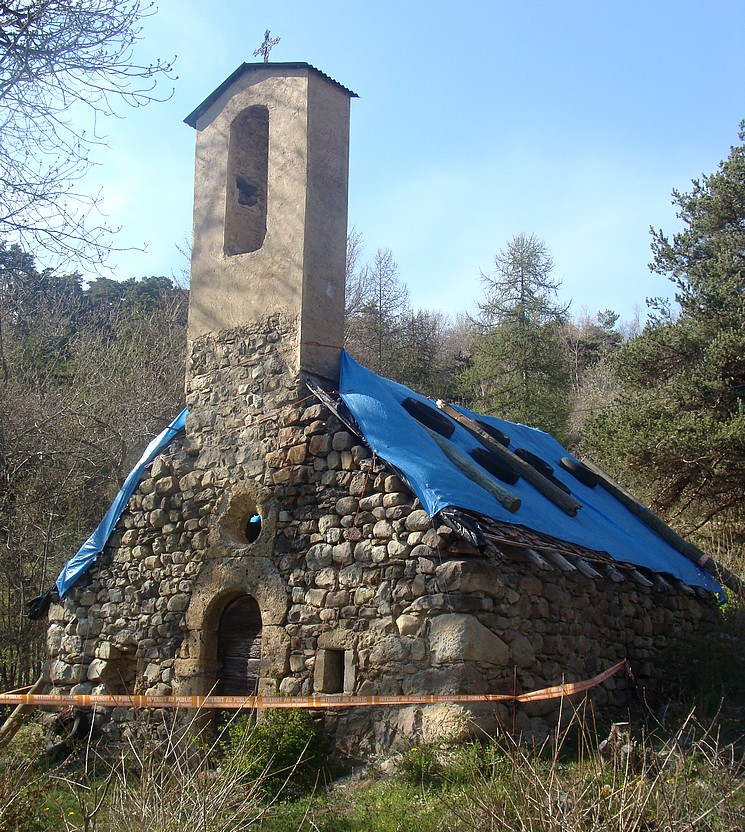
Kapelle des Michauds
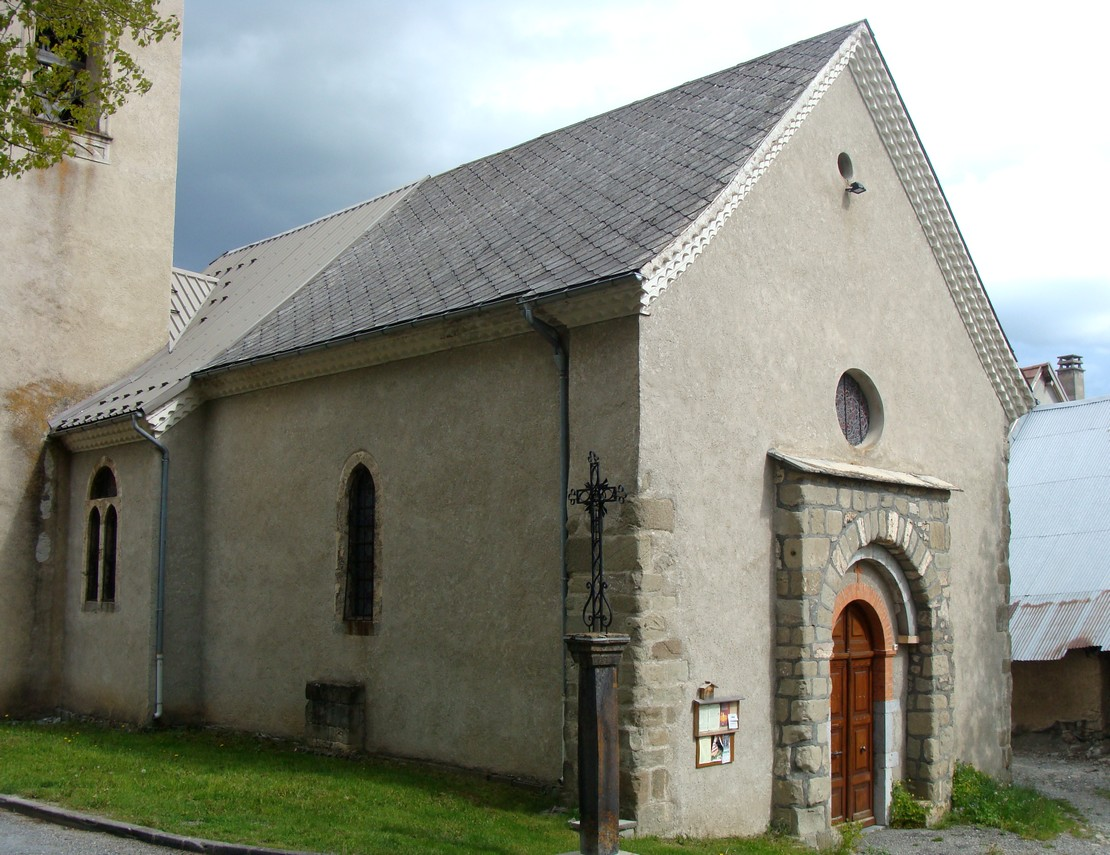
Kirche Mariä Himmelfahrt

## Persönlichkeiten
- Antoine de Chandieu (1534–1591), französisch-schweizerischer Reformator